# Alpina coracina
Alpina coracina là một loài bướm đêm trong họ Geometridae.